# 2016年香港立法會選舉新民主同盟黨內初選
2016年香港立法會選舉新民主同盟黨內初選是新民主同盟就參加2016年香港立法會選舉決定參選人之初選。

## 機制
新民主同盟於3月21日啟動參選立法會選舉內部甄選程序，於4月11日截止報名，執行委員會將於3月15日舉行會議，以確認上述報名的有效性，並計劃於5月上旬召開特別會員大會，決定提名各參選名單及其排序。
而香港01則報道，新民主同盟大會以3票贊成，13票反對，8票棄權，否決參加泛民初選，秘書長陸耀文表示是因為「初選只對大型政黨有利」。

## 參選人
以粗體顯示者為初選勝出人。

### 九龍東
- 古俊軒

### 新界西
- 譚凱邦

### 新界東
- 范國威
- 李世鴻
- 黎銘澤
- 呂文光
- 梁里
- 陳惠達
- 鍾錦麟
- 任啟邦
- 周炫瑋

### 區議會（二）
- 黎銘澤
- 關永業
- 許銳宇